# Архив Беттмана
Архив Беттманна — коллекция из 19 миллионов фотографий и рисунков, некоторые из них относятся ко времени Гражданской войны в США и включают некоторые из наиболее известных исторических произведений США. Архив также содержит изображения из Европы и других мест.
Он был основан Отто Беттманом, куратором редких книг в Берлинской государственной библиотеке, в 1936 году. Первоначально он состоял из его личной коллекции в 15 тысяч экземпляров, которые он привёз с собой, спасаясь из нацистской Германии в 1935 году. С тех пор архив регулярно пополнялся новыми кадрами. От известного снимка Эйнштейна, показывающего язык, до первого человека на Луне, от Уинстона Черчилля, подписывающего исторический документ об окончании Второй мировой войны, до ядерного гриба, поднимающегося над Землей. В 1960 году Беттмман переместил его из своих апартаментов в Тишман билдинг, а в 1981 году продал архив «Kraus Thomson Organization». В 1995 году архив был продан основанной Биллом Гейтсом компании Corbis занимающейся стоковой фотографией.
В 2002 году, для сохранения фотографий и негативов, Corbis переместила архив из Манхэттена в Национальное Подземное Хранилище расположенное на глубине 67 метров на западе Пенсильвании. Температура в хранилище составляет −20 °C, что является оптимальной температурой для хранения архива. При этой температуре коллекция будет стареть в 500 раз медленней, чем при нормальных условиях. В настоящее время материалы архива переводятся на цифровые носители.

## Галерея

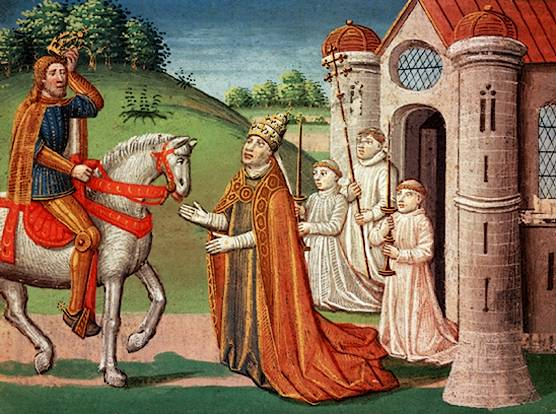
Карл Великий и Адриан I. Картина из архива Беттманна.
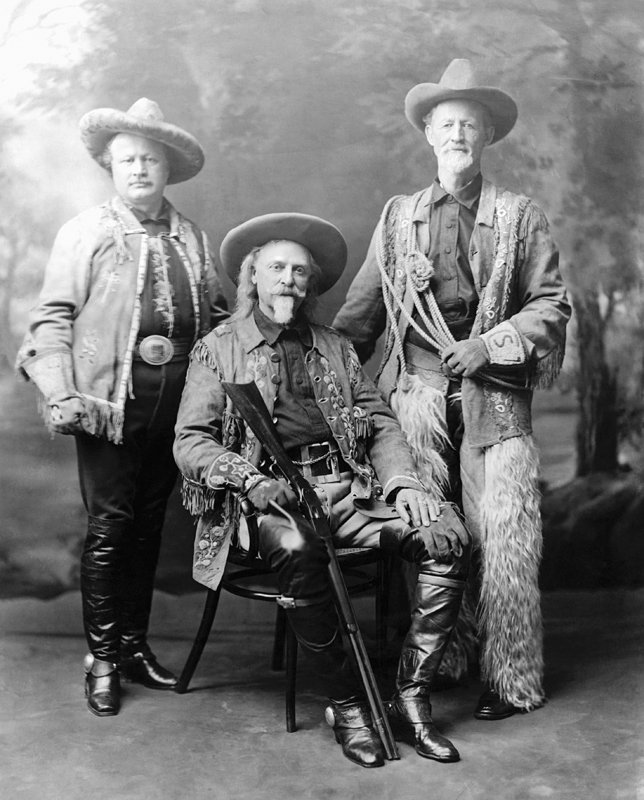
Пауни Билл, Буффало Билл и Чарльз «Буффало» Джонс
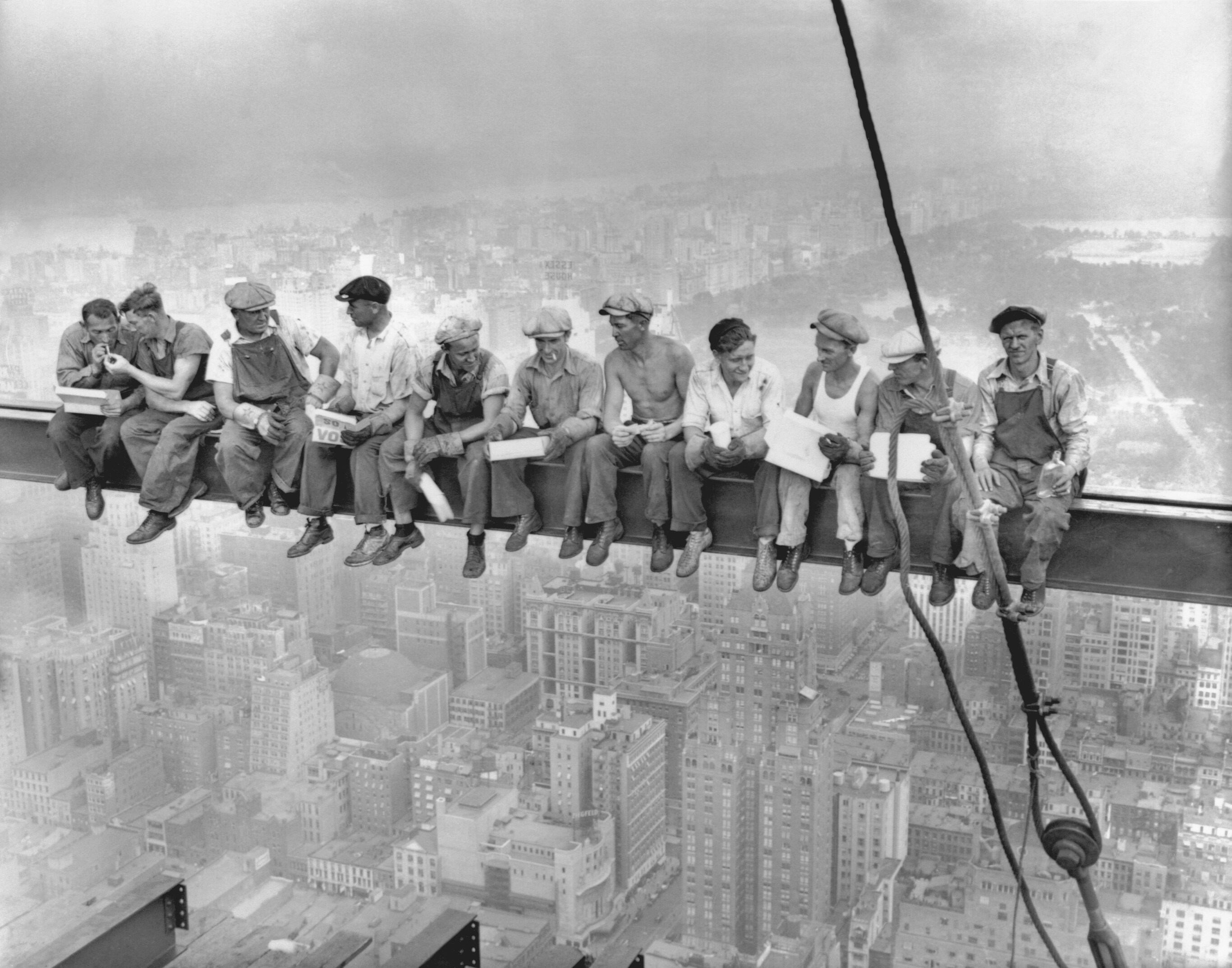
Обед на небоскрёбе 29 сентября 1932 года.